# 愛宕神社 (米沢市遠山町)
愛宕神社（あたごじんじゃ）は山形県米沢市南西の遠山町の愛宕山山頂に鎮座する神社である。祭神は迦具土神。

## 歴史
伝承では大同2年（807年）創建とされる。長井氏、伊達氏、蒲生氏、上杉氏といった各歴代領主の崇敬を受ける。
明和8年6月5日（1771年）に大旱魃により農民からの要請で実施された雨乞い祈祷の一環として藩主上杉治憲が奉行（他藩の国家老相当）の竹俣当綱と色部照長らを従えて参詣。また、安永2年5月26日（1773年）にも奉行の竹俣と江戸家老の須田満主を従えて参詣する。